# Svante Thuresson
Svante Thuresson (Estocolmo, 7 de fevereiro de 1937 - 10 de maio de 2021) foi um cantor e músico de jazz sueco. Iniciou a sua carreira musical como baterista, antes de se juntar à banda Gals and Pals em 1963. Svante representou, juntamente com Lill Lindfors, a Suécia no Festival Eurovisão da Canção de 1966 com "Nygammal vals", terminando em segundo lugar.
Em 2002, lançou "Nya kickar",  um álbum de jazz. Em 2007, participou com Anne-Lie Rydé, interpretando o tema "Första gången " no Melodifestivalen, mas o duo foi eliminado, não chegando sequer à final sueca.
Thuresson morreu em 10 de maio de 2021, aos 84 anos de idade.

## Discografia
- 1967 - Doktor Dolittle (musical com Siw Malmkvist, Per Myrberg e Fred Åkerström)
- 1968 - Du ser en man
- 1969 - Nyanser
- 1970 - Noaks ark (coleção)
- 1970 - Albin och Greta (show com Lill Lindfors)
- 1972 - Danspartaj 1 (Svante Thuressons orkester)
- 1975 - Den första valsen
- 1978 - Discohits
- 1979 - Den är till dej
- 1982 - Just in time (com Hector Bingert)
- 1986 - Pelle Svanslös (do musical com o mesmo nome)
- 1993 - Live
- 1993 - En salig man
- 1995 - Jag är hip, baby. Svante Thuresson sings Beppe Wolgers
- 1998 - Vi som älskar och slåss
- 2000 - Guldkorn (Samling)
- 2002 - Nya kickar [3]
- 2004 - Svante Thuressons bästa (compilação)
- 2005 - Box of pearls (With Katrine Madsen)

## Singlese EPs
- 1966 - Nygammal vals (med Ulla Hallin)- Hej systrar, hej bröder
- 1966 - Jag har nära nog nästan allt - Mulliga Maj (Promo?)
- 1966 - Hej systrar hej bröder - Nygammal vals (com Lill Lindfors) - Mulliga Maj - Jag har nära nog nästan allt
- 1967 - Fem minuter till - Nära mej
- 1967 - Den sista valsen - Vintervalsen
- 1968 - Du vet så väl (att jag behöver dej) - Från och med nu
- 1968 - Min Rockefeller - Var finns det ord (med Siw Malmkvist)
- 1968 - Du är en vårvind i april - Det känns skönt - det känns bra
- 1968 - Baby I need your lovin' - Just one word from you
- 1968 - Leva mitt liv - Du ser en man
- 1968 - Jag vill ha all din kärlek - Maria Marlene
- 1969 - Under sol, under hav - Simma (Promo)
- 1969 - Vackraste paret i världen - Jag är kvinna, du är man (WithSiw Malmkvist)
- 1969 - Sommarflicka - Under sol, över hav
- 1969 - Jag tror att jag är kär i dej, Maria - Det svänger om det mesta
- 1970 - Nyanser - Kärlekens fjäril (Promo?)
- 1970 - Noaks ark - Vill hellre ha en sommar
- 1970 - Håll mig nära - Ingen gör någonting
- 1970 - När jag putsar fönster - Det svänger så skönt om barockens musik
- 1971 - En sommardag - Vem kan svara på min fråga (Promo)
- 1971 - Soldater som vill va' hjältar - Jag ska vara hos dej i kväll
- 1973 - Vår egen gata  - Dröm ur dina drömmars glas

## Filmografia
- 2005 - Robots (voz sueca)
- 1994 - O Rei Leão (voz em sueco)
- 1993-1995 - De vilda djurens flykt (voz em sueco)
- 1986 - Bambi (voz sueca)
- 1961 - Åsa-Nisse bland grevar och baroner